# 边通
边通（前2世纪—前115年），西汉辩士、官员。
汉武帝时，边通性格刚暴强狠，纵横长短之术，两度官至济南相，失去官职。后来边通与王朝、朱买臣等都担任为丞相长史。原来边通与朱买臣、王朝三人的官职在张汤之上，后来张汤为御史大夫、数行丞相事，他们对张汤都该行拜伏礼。张汤常有意折辱他，因而怨恨张汤。元鼎二年（前115年）张汤因事被人告发，又想要借事陷害庄青翟。边通三人合谋告发张汤，张汤被迫自杀。汉武帝知张汤为官清廉，于是将边通与王朝、朱买臣三人一起处决。